# 이학수 (1946년)
이학수(李鶴洙, 1946년 6월 5일~)는 대한민국의 기업인으로, 재무관리통 출신의 기업가인 그는, 2008년 1월 16일까지 삼성그룹 전략기획실 실장 등을 지냈으며, 2013년 6월 20일까지 삼성물산 고문 등을 지낸 이이기도 했다. 본은 벽진으로, 경남 밀양 생이다.

## 생애
1946년 6월 5일, 미군정 조선 시대의 경상남도 밀양에서 태어났으며, 부산상업고등학교(1965년 2월, 졸업), 고려대학교 경영대학 경영학과 학사(1973년 2월, 학사 학위 취득) 및 동 경영 대학원 경영학 석사(1983년 2월, 석사 학위 취득) 출신이다. 제일모직 경리과 출신으로 삼성 그룹 내에서도, 본디 재무관리통 출신으로는, 인맥적으로 관리(재무)통 인맥의 선두이자 이건희 회장의 최측근이다. 이른바 이병철 회장의 인맥으로 분류되는, 소병해 실장의 후임으로, 1980년대 중후반과 1990년대 초반부터 어언 20여년 동안 삼성그룹 회장 비서실 실장(1986~1991)을 거쳐, 동 구조조정본부장(1991~1995)과, 전략기획실 실장(1995~2008) 등으로 재임하며, 이른바 재무관리통 출신의 중앙 간부급 인사 등으로 초급부상하였음은 물론이거니와, 삼성에서는 중앙 표면적 경영 체제의 사실상 2인자 역할을 하였다. 이 기간 동안 이재용 사장으로의 3대 세습 작업을 진두지휘했으며, 이 와중에 편법증여, 대선자금 관련 등으로 인하여, 검찰과 특검의 수사를 받기도 하였다. 대법원 판결을 계기로 인하여 2008년, 이건희 삼성그룹 회장 등과 함께 일선에서 물러났으나, 결국 2009년말 특별사면 및 전격 석방 이후, 2010년말 삼성물산 고문 직으로 발령받아 2선으로 후퇴하였다.